# Суавегота
Суавегота (на латински: Suavegotta; Suavegotho) е кралица на франките, съпруга на крал Теодорих I.

## Биография
Дъщеря е на принцеса Ариагна Острогота и на Свети Зигизмунд, крал на Бургундия (516 – 524), син на Гундобад (крал на Бургундия, 480 – 516). Майка ѝ е дъщеря на остготския крал Теодорих Велики и първата му съпруга от Мизия. Племеница е на Теудигота, омъжена за краля на вестготите Аларих II. Племеница е и на Амалазунта, дъщеря от втория брак на Теодорих Велики с Аудофледа, (дъщеря на Хилдерих I, крал на франките), омъжена за вестгота Еутарих‎, определен от Теодорих за наследник. Суавегота е братовчедка на Амалрих, Аталарих и Матазуента. Сестра е на Зигерих (съ-крал).
След смъртта на майка ѝ баща ѝ се жени втори път и има два сина Гисклахад и Гундобад. През 523 г. брат ѝ Зигерих е удушен по поръчка на баща им. През 517 г. баща ѝ я омъжва в Реймс за Теодорих I, най-възрастният син на краля на меровингите Хлодвиг I и конкубина от франките. Двамата имат дъщеря Теодехилда. Съпругът ѝ е бил женен преди това за Еостера, дъщеря на краля на вестготите Аларих I и има син Теодеберт I.
Съпругът ѝ Теодорих I е от 511 до 533 г. крал на франките в източната част на царството, която по-късно се нарекла Австразия с резиденция в Реми, Реймс, после в Диводурум и Метц и умира към края на 533 г.